# Cascade du Bout du Monde
La cascade de Bout du Monde est une chute d'eau située sur la commune de Beure dans le département du Doubs.

## Cadre géologique

Carte géologique simplifiée des unités structurales du massif du Jura.

La cascade s'inscrit dans la grande région naturelle du Jura externe, où elle se situe à la limite de deux plis majeurs du faisceau bisontin, le synclinal de La Chapelle-des-Buis et l'anticlinal des Mercureaux, qui marque le début du plateau de Montrond. Ce synclinal et la bordure occidentale de ce plateau encadrent un synclinal faillé plus petit sur lequel s'est établi la cascade.

## Description
Située dans une reculée inachevée par suite de la présence d'une lame de calcaire très résistant, la cascade du Bout du Monde est une chute d'eau du ruisseau des Mercureaux, affluent rive gauche du Doubs, qui dévale un à-pic de 50 mètres de hauteur en créant une cascade en queue de cheval.
Le site de la cascade fait partie des sites naturels classés du département du Doubs gérés par la DREAL de Franche-Comté.

## Protection - Tourisme
La cascade du Bout du Monde tombe dans le parc d'une propriété privée, néanmoins, il est possible de l'admirer depuis un petit sentier pentu et souvent glissant qui démarre côté droit du chemin de Maillot juste avant d'arriver au hameau de Maillot. Le débit du ruisseau étant intermittent, il faut attendre qu'il ait bien plu pour avoir une vue de la cascade. 
A proximité, on peut aussi découvrir une autre cascade sur le ruisseau de la Pisseure, affluent rive gauche du ruisseau des Mercureaux, qui descend d'Arguel et un joli lavoir couvert situé entre les deux ruisseaux.

## Images

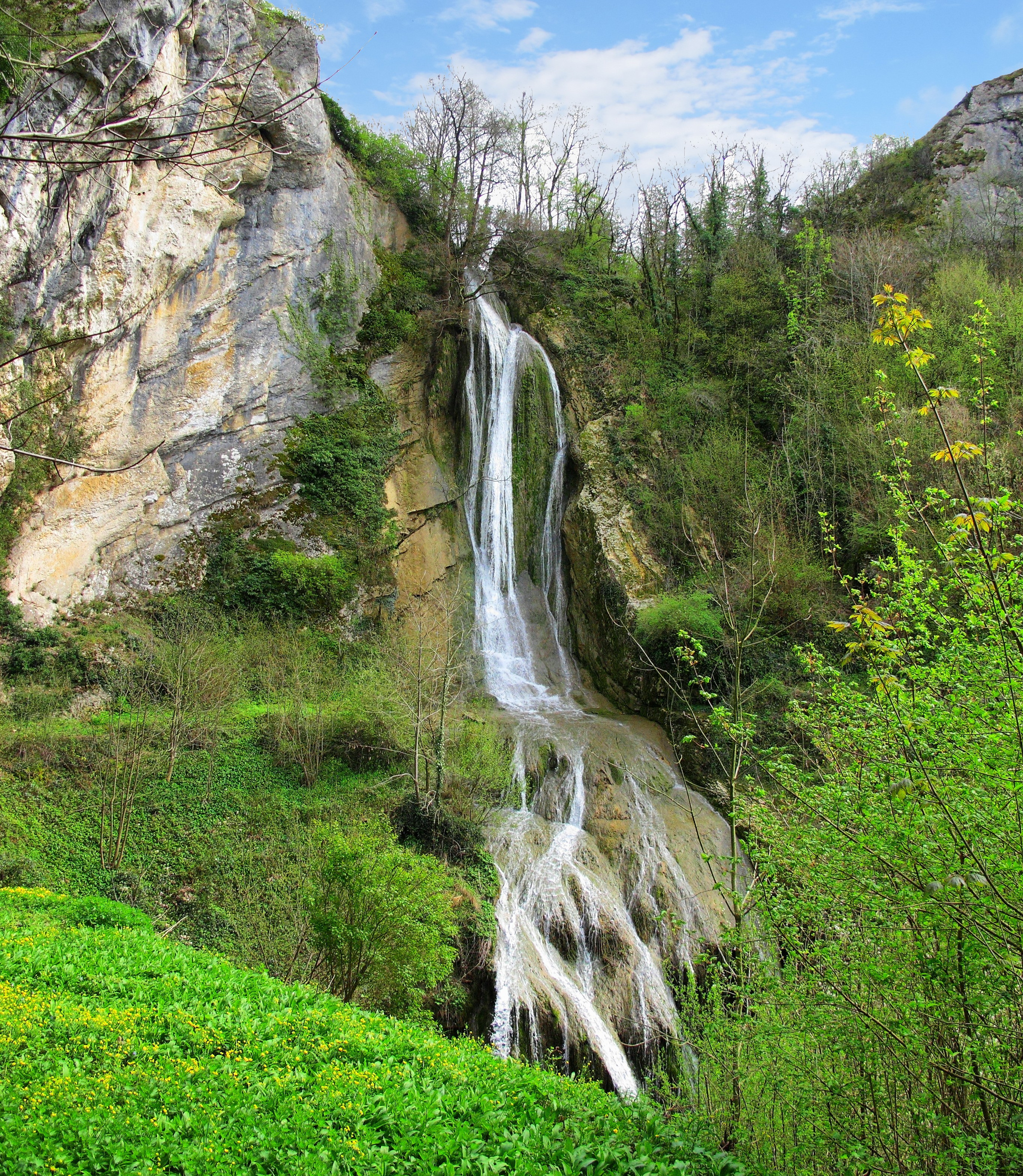
La cascade vue depuis le sentier.
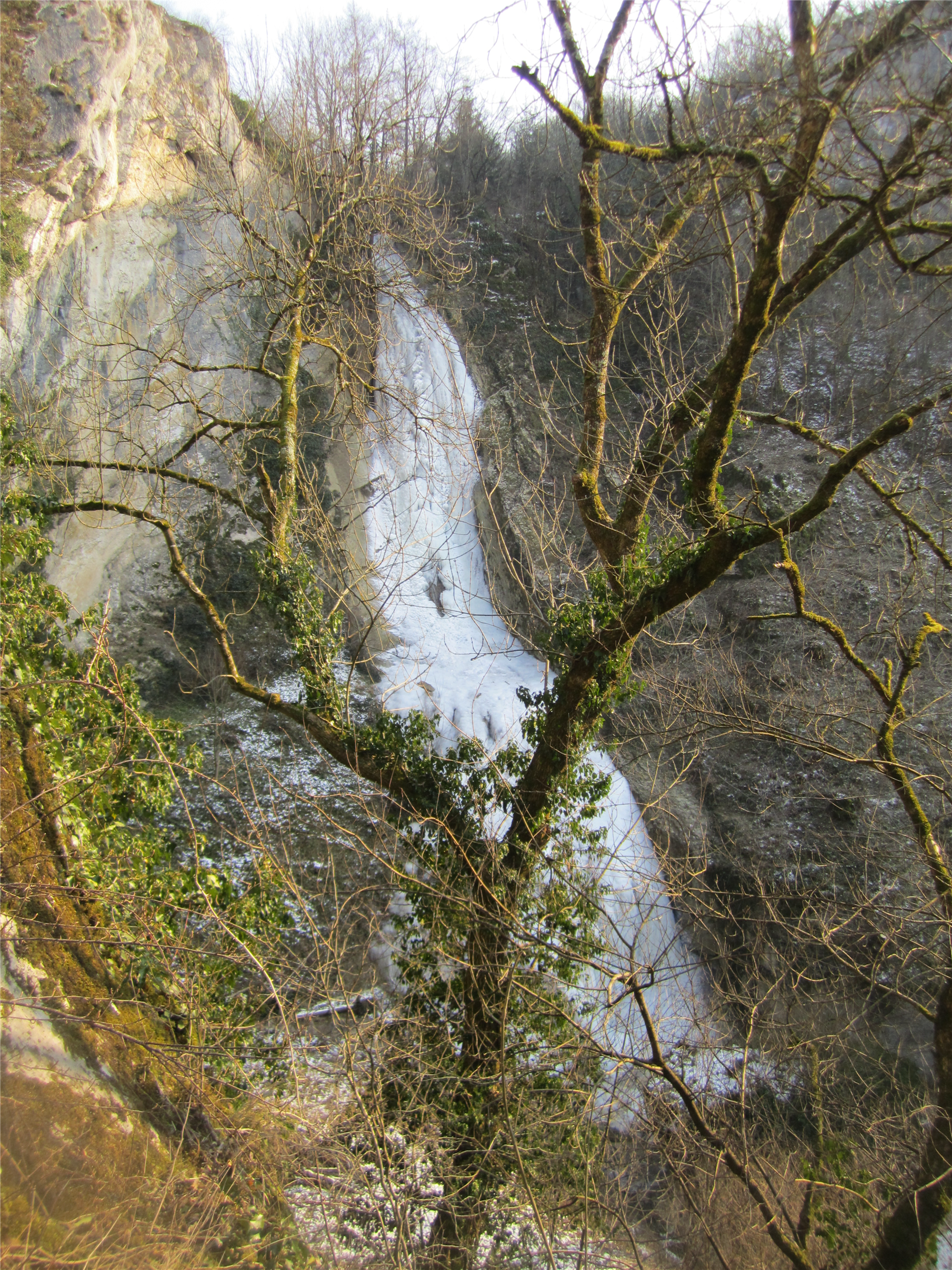
La cascade gelée en février 2012.
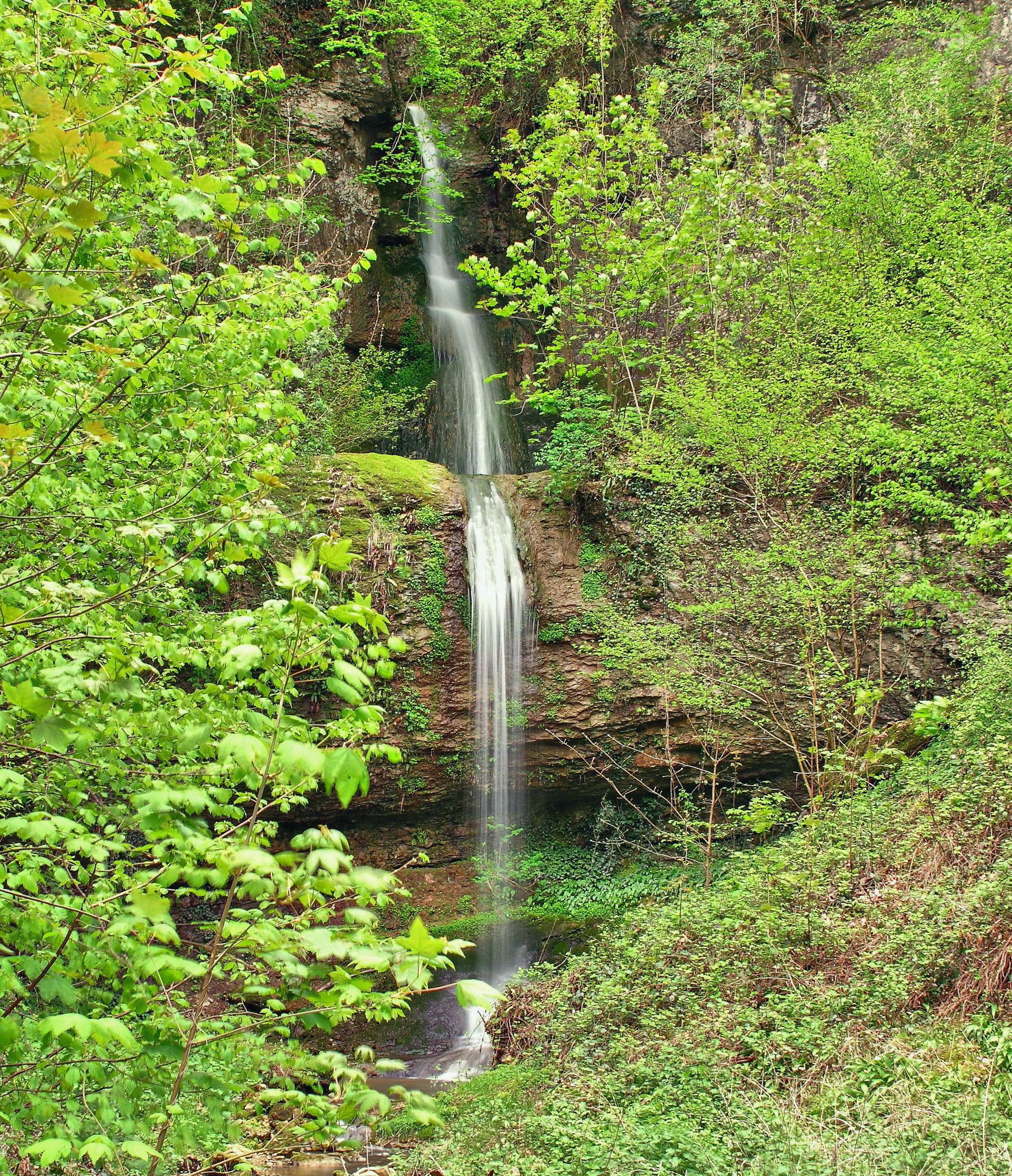
La cascade de la Pisseure.
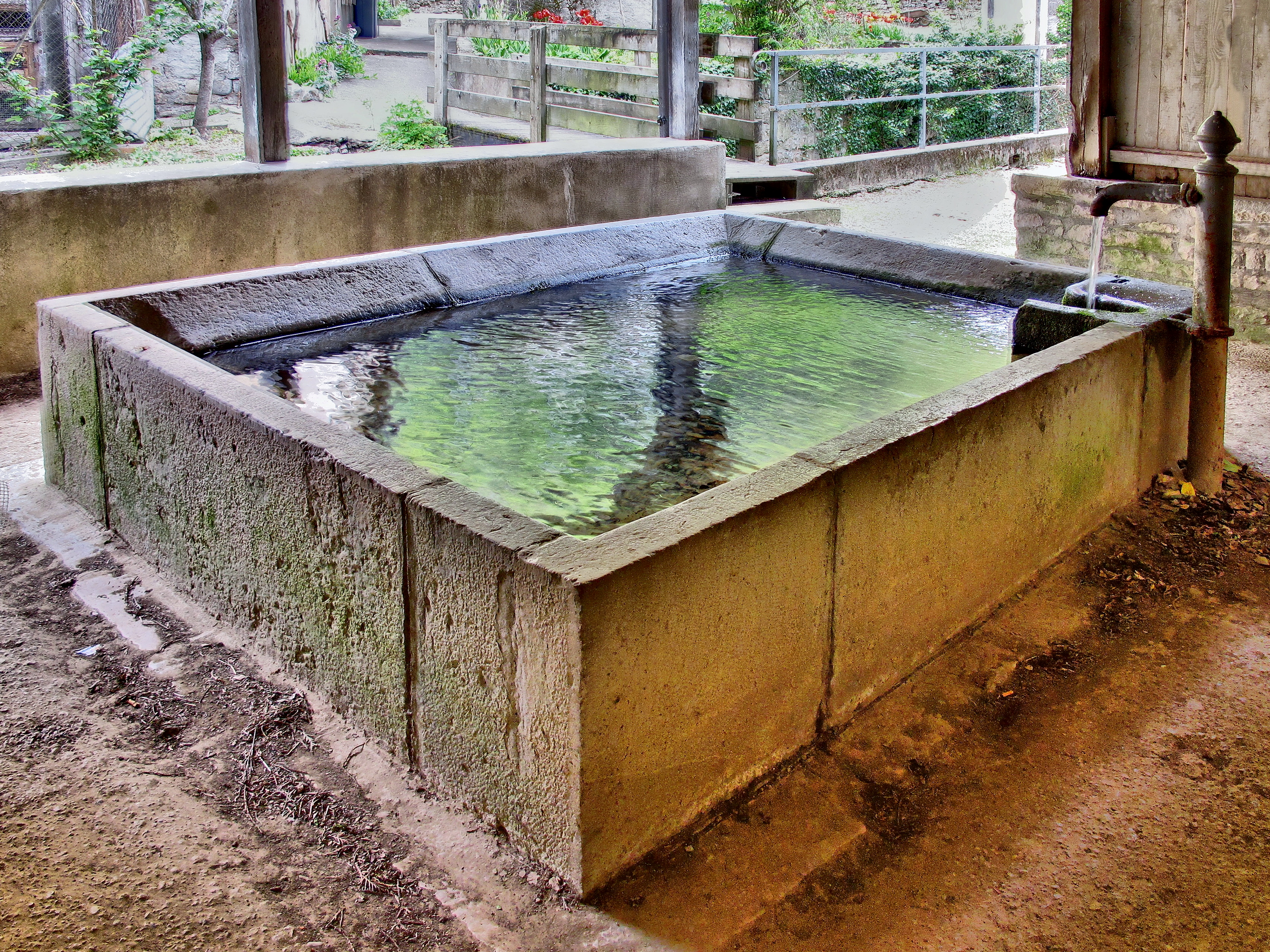
Le lavoir du Bout du Monde.